# Плејин Сити (Охајо)
Плејин Сити (енгл. Plain City) град је у америчкој савезној држави Охајо.

## Демографија
По попису из 2010. године број становника је 4.225, што је 1.393 (49,2%) становника више него 2000. године.
| Група             | 2000.         | 2010.         |
| Белци             | 2.732 (96,5%) | 4.015 (95,0%) |
| Афроамериканци    | 22 (0,8%)     | 25 (0,6%)     |
| Азијати           | 8 (0,3%)      | 28 (0,7%)     |
| Хиспаноамериканци | 34 (1,2%)     | 65 (1,5%)     |
| Укупно            | 2.832         | 4.225         |